# Spirurida
Spirurida zijn een orde van rondwormen (Nematoda). Het zijn draadvormige rondwormen die leven als parasiet in onder andere vissen en zoogdieren (inclusief zeezoogdieren). 
Zoals alle nematoda hebben spiriruda geen orgaanstelsel of ademhalingssysteem. Ze staan er om bekend om ziektes te kunnen veroorzaken, zoals de lymfeklieraandoeningen elefantiasis en filariasis die veroorzaakt worden door Wuchereria bancrofti (familie Onchocercidae). Tot de Onchocercidae behoren de parasieten die rivierblindheid in de tropen veroorzaken.
De familie Anguillicolidae bestaat uit bloedzuigende parasieten in de zwemblaas van echte palingen.

## Taxonomie
De indeling van de Nematoden is sterk onderhevig aan veranderende inzichten. Hier wordt voor deze orde twee indelingen getoond. Een indeling zoals opgenomen in NCBI en een indeling van de Catalogue of Life aangehouden. De familie Anguillicolidae wordt hier al tot deze orde gerekend, terwijl deze familie eerder in de orde Camallanida werd geplaatst (samen met de Dracunculidae). 

### Indeling volgend NCBI
- Superfamilie Acuarioidea Railliet Henry & Sissoff, 1912
  - Familie Acuariidae Railliet Henry & Sissoff, 1912
    - Geslacht Okapinema
    - Geslacht Proyseria
    - Geslacht Stammerinema
    - Geslacht Synhimantus
    - Onderfamilie Acuariinae Railliet, Henry & Sisoff, 1912
      - Geslacht Acuaria Bremser, 1811
        - = Spiroptera Rudolphi, 1819

      - Geslacht Chevreuxia Seurat, 1918
      - Geslacht Cosmocephalus Molin, 1858
      - Geslacht Paracuaria Krishna Rao, 1951
      - Geslacht Pectinospirura Wehr, 1933
      - Geslacht Skrjabinocerca Shikhobalova, 1930
      - Geslacht Skrjabinoclava Sobolev, 1943

    - Onderfamilie Echinuriinae Sobolev, 1943
      - Geslacht Echinuria Soloviev, 1912

    - Onderfamilie Schistorophinae Travassos, 1918
      - Geslacht Ancyracanthopsis Diesing, 1861
        - = Skrjabinobronema Guschanskaja, 1950

      - Geslacht Schistorophus Railliet, 1916
        - = Antennocara Wassilkowa, 1926

      - Geslacht Sciadiocara Skrjabin, 1916
      - Geslacht Sobolevicephalus Parukhin, 1964
        - = Smetaleksenema Schmidt & Kuntz, 1972

      - Geslacht Viktorocara Guschanskaja, 1950

    - Onderfamilie Seuratiinae Chitwood & Wehr, 1932
      - Geslacht Stegophorus Wehr, 1934
      - Geslacht Streptocara Railliet, Henry & Sisoff, 1912
        - = Paryseria Johnston, 1938
- Superfamilie Camallanoidea Railliet & Henry, 1915
  - Familie Camallanoidea Railliet & Henry, 1915 
    - Geslacht Camallanus
    - Geslacht Paracamallanus
    - Geslacht Procamallanus
    - Geslacht Serpinema
    - Geslacht Spirocamallanus
- Superfamilie Diplotriaenoidea Skryabin, 1916
  - Familie Diplotriaenidae Skryabin, 1916 
    - Geslacht Diplotriaena
    - Geslacht Serratospiculum
- Superfamilie Dracunculoidea
  - Familie Anguillicolidae
    - Geslacht Anguillicola
    - Geslacht Daniconematidae 
    - Geslacht Mexiconema

  - Familie Dracunculidae
    - Geslacht Dracunculus
    - Geslacht Micropleura

  - Familie Philometridae
    - Geslacht Afrophilometra
    - Geslacht Alinema
    - Geslacht Caranginema
    - Geslacht Clavinema
    - Geslacht Dentiphilometra
    - Geslacht Margolisianum
    - Geslacht Nilonema
    - Geslacht Philometra
    - Geslacht Philometroides
    - Geslacht Philonema
    - Geslacht Rumai

  - Familie Skyrjabillanidae
    - Geslacht Molnaria
- Superfamilie Filarioidea Weinland, 1858
  - Familie Filariidae Weinland, 1858 
    - Geslacht Filaria

  - Familie Mesidionematidae
    - Geslacht Mesidionema

  - Familie Onchocercidae Lieper, 1911 
    - Geslacht Acanthocheilonema
    - Geslacht Aproctella
    - Geslacht Breinlia
    - Geslacht Brugia
    - Geslacht Cardiofilaria
    - Geslacht Cercopithifilaria
    - Geslacht Chandlerella
    - Geslacht Cruorifilaria
    - Geslacht Dipetalonema
    - Geslacht Dirofilaria
    - Geslacht Elaeophora
    - Geslacht Foleyella
    - Geslacht Foleyellides
    - Geslacht Icosiella
    - Geslacht Litomosa
    - Geslacht Litomosoides
    - Geslacht Loa
    - Geslacht Loxodontofilaria
    - Geslacht Madathamugadia
    - Geslacht Malayfilaria
    - Geslacht Mansonella
    - Geslacht Micipsella
    - Geslacht Monanema
    - Geslacht Ochoterenella
    - Geslacht Onchocerca
    - Geslacht Oswaldofilaria
    - Geslacht Pelecitus
    - Geslacht Piratuba
    - Geslacht Rumenfilaria
    - Geslacht Sarconema
    - Geslacht Splendidofilaria
    - Geslacht Waltonella
    - Geslacht Wuchereria
    - Geslacht Yatesia

  - Familie Setariidae
    - Geslacht Setaria
- Superfamilie Gnathostomatoidea
  - Familie Gnathostomatidae
    - Geslacht Echinocephalus
    - Geslacht Gnathostoma
    - Geslacht Spiroxys
    - Geslacht Tanqua
- Superfamilie Habronematoidea Chitwood & Wehr, 1932
  - Familie Habronematidae Chitwood & Wehr, 1932 
    - Geslacht Cyrnea
    - Geslacht Habronema
    - Geslacht Hadjelia
    - Geslacht Microtetrameres
    - Geslacht Parabronema

  - Familie Hedruridae Petter, 1971 
    - Geslacht Hedruris

  - Familie Tetrameridae Travassos, 1914 
    - Geslacht Crassicauda
    - Geslacht Tetrameres
- Superfamilie Physalopteroidea
  - Familie Physalopteridae Railliet, 1893 
    - Onderfamilie Physalopterinae Railliet, 1893
      - Geslacht Turgida
      - Geslacht Physaloptera Rudolphi, 1819
      - Geslacht Skrjabinoptera Schulz, 1927
        - Skrjabinoptera scelopori Caballero-Rodríguez, 1971

    - Onderfamilie Proleptinae Schulz, 1927
      - = Bulbocephalinae Rasheed, 1966
      - Geslacht Bulbocephalus Rasheed, 1966
        - = Cestocephalus Rasheed, 1966

      - Geslacht Heliconema Travassos, 1919
        - = Ortleppina Schulz, 1927

      - Geslacht Paraleptus Wu, 1927
        - = Neoleptus Specian, Ubelaker & Dailey, 1975
        - = Paraleputs Wu, 1927

      - Geslacht Proleptus Dujardin, 1845
        - = Coronilla van Beneden, 1871
        - = Spiropterina van Beneden, 1858

    - Onderfamilie Thubunaeinae Sobolev, 1949
      - Geslacht Physalopteroides Wu & Liu, 1940
      - Geslacht Thubunaea Seurat, 1914[2]
        - Thubunaea aurangabadensis Deshmukh, 1969[3]
        - Thubunaea baylisi Akhtar, 1939[4]
        - Thubunaea brooki Deshmukh, 1969[3]
        - Thubunaea cnemidophorus Babero & Matthias, 1967[5]
        - Thubunaea ctenosauri Moravec, Salgado-Maldonado & Mayen-Pena, 1997
        - Thubunaea dessetae Barus & Tenora, 1976[6]
        - Thubunaea eleodori Ramallo, Goldberg, Bursey, Castillo & Acosta, 2016[7]
        - Thubunaea fitzsimonsi Ortlepp, 1931[8]
        - Thubunaea hemidactylae Oshmarin & Demshin, 1972[9]
        - Thubunaea iguanae Telford, 1965[10]
        - Thubunaea intestinalis Bursey & Goldberg, 1991[11]
        - Thubunaea leiolopismae Harwood, 1932[12]
        - Thubunaea leonregagnonae Garduño-Montes de Oca, Lopez-Caballero & Mata-Lopez, 2017[13]
        - Thubunaea mirzai Narayan, 1941[14]
        - Thubunaea mobedii Pazoki & Rahimian, 2014[15]
        - Thubunaea parkeri Baylis, 1926[16]
        - Thubunaea pudica Chabaud & Golvan, 1957[17]
        - Thubunaea schukurovi Annaev, 1973[18]
        - Thubunaea singhi Deshmukh, 1969[3]
        - Thubunaea smogorzhewskii Sharpilo, 1966[19]
        - Thubunaea syedi Deshmukh, 1969[3]
- Superfamilie Rictularoidea Railliet, 1916
  - Familie Rictulariidae Railliet, 1916 
    - Geslacht Pterygodermatites
- Superfamilie Skrjabillanoidea
  - Familie Skrjabillanidae
    - Geslacht Esocinema
- Superfamilie Spiruroidea Oerley, 1885
  - Familie Cystidicolidae Skryabin et al., 1949 
    - Geslacht Ascarophis
    - Geslacht Cystidicola
    - Geslacht Cystidicoloides
    - Geslacht Metabronema
    - Geslacht Neoascarophis
    - Geslacht Salmonema

  - Familie Gongylonematidae Sobolev, 1949 
    - Geslacht Gongylonema

  - Familie Hartertiidae Chabaud, 1975
  - Familie Rhabdochonidae Skryabin, 1946 
    - Geslacht Rhabdochona
    - Geslacht Spinitectus

  - Familie Spirocercidae Chitwood & Wehr, 1932 
    - Geslacht Cylicospirura
    - Geslacht Mastophorus
    - Geslacht Physocephalus
    - Geslacht Streptopharagus

  - Familie Familie Spiruridae Oerley, 1885 
    - Geslacht Protospirura

  - Familie Tricheilidae Wang & Wang, 1991
- Superfamilie Thelazioidea
  - Familie Pneumospiruridae Wu & Hu, 1938
  - Familie Thelaziidae Railliet, 1910 
    - Geslacht Oxyspirura
    - Geslacht Spirocerca
    - Geslacht Thelazia

### Indeling volgens Catalogue of Life (2011)
- Familie: Acuariidae
- Familie: Gnathostomatidae
- Familie: Hedruridae
- Familie: Physalopteridae
- Familie: Spiruridae
- Familie: Tetrameridae
- Familie: Thelaziidae
- Superfamilie: Filarioidea
  - Familie: Acuariidae
  - Familie: Anguillicolidae (zwemblaasparasieten in paling)
  - Familie: Cystidicolidae
  - Familie: Drilonematidae
  - Familie: Gnathostomatidae
  - Familie: Gongylonematidae
  - Familie: Habronematidae
  - Familie: Onchocercidae (waaronder hartworm en Wuchereria bancrofti)
  - Familie: Physalopteridae
  - Familie: Spirocercidae
  - Familie: Spiruridae
  - Familie: Thelaziidae